# Conflict in Soedan sinds 2023
Op 15 april 2023 begon een gewapend conflict tussen twee rivaliserende facties van de militaire regering van Soedan, het regeringsleger (SAF) en de paramilitaire groep Rapid Support Forces (RSF), voorheen Janjaweed.
In 2021 werd RSF-leider, generaal Mohamed Hamdan Dagalo, beter bekend als Hemedti, vicepresident onder Soedans de facto president en legerleider, generaal Abdel Fattah al-Burhan. De RSF zou onderdeel worden van het regeringsleger, maar over de uitvoering daarvan ontstond een machtsstrijd tussen de twee generaals.
Nadat de RSF op 15 april 2023 overheidsgebouwen had aangevallen, werden in heel Soedan luchtaanvallen, artillerie en geweerschoten gemeld. Beide partijen beweerden belangrijke locaties, zoals militaire bases en civiele installaties te hebben ingenomen. Waaronder het algemene militaire hoofdkwartier, het presidentiële paleis, de luchthaven van Khartoem, Burhans ambtswoning en het hoofdkwartier van televisiestation SNBC. In verschillende steden braken schermutselingen uit, waarbij de grootste gevechten geconcentreerd waren rond de hoofdstad Khartoem en de Darfur regio. In Khartoem hadden beide partijen tienduizenden manschappen, pantservoertuigen en voerden gevechtsvliegtuigen bombardementen uit.
In juni begon een factie van de militante Sudan People's Liberation Movement–North (SPLM-N), onder leiding van Abdelaziz al-Hilu, legerposities in het zuiden van het land aan te vallen.
De Russische paramilitaire organisatie Wagnergroep, leverde raketten aan de RSF.
Op 20 juni waren er tussen de 3000 en 5000 mensen gedood en tussen de 6000 tot 8000 gewond geraakt, terwijl 2 miljoen mensen intern ontheemd waren en 600.000 het land waren ontvlucht.
Dit conflict breidde zich daarna uit tot een burgeroorlog in het land met grote humanitaire gevolgen.